# 藤原真葛
藤原 真葛（ふじわら の まくず）は、奈良時代から平安時代初期にかけての貴族。藤原南家、右大臣・藤原継縄の長男。官位は従四位上・治部卿。

## 経歴
宝亀5年（774年）正六位下から二階昇進して従五位下に叙爵される。宝亀8年（777年）に大学頭次いで散位頭に任ぜられる。
桓武朝に入り、天応元年（781年）従五位上に昇叙され、延暦3年（784年）右大舎人頭に任じられる。後に従四位上・治部卿に至ったとされる。

## 官歴
注記のないものは『続日本紀』による。
- 時期不詳：正六位下
- 宝亀5年（774年）正月7日：従五位下
- 宝亀8年（777年）正月25日：大学頭。10月13日：散位頭
- 天応元年（781年）11月16日：従五位上
- 延暦3年（784年）4月7日：右大舎人頭
- 時期不詳：従四位上。治部卿[1]

## 系譜
『尊卑分脈』による。
- 父：藤原継縄
- 母：留女之女郎（大伴旅人の娘）
- 妻：安部広兼の娘
  - 男子：藤原諸主
  - 男子：藤原氏主
  - 男子：藤原乙主